# Song Ji-eun
Song Ji-eun (송지은?, 宋枝恩?; Seul, 5 maggio 1990) è una cantante e attrice sudcoreana, membro del gruppo musicale Secret e solista.

## Biografia
Song Ji-eun nasce a Seul, Corea del Sud, il 5 maggio 1990. Figlia unica e studentessa modello, fino all'età di sette anni cresce con la zia, che considera una seconda madre, poiché i genitori dovevano lavorare. Nel corso degli anni, ha cambiato otto diverse scuole, studiando violino, pianoforte e matematica. Da bambina il suo sogno era diventare un'hostess o un'infermiera, ma arrivata all'ultimo anno delle scuole medie inizia a prendere lezioni di musica e a lavorare part-time per poterle pagare, mantenendo i genitori all'oscuro, che accettarono poi la cosa. Con i compagni del corso di musica, forma la band Brown City, catturando l'attenzione della gente e, inoltre, viene selezionata da una compagnia per fare da vocal coach agli studenti. Nel 2007 e 2008, canta diversi brani per le colonne sonore di alcuni drama, come "Learning To Fly" per Air City, "Bichunmooga" per Bichunmoo e "Perfume" per Daehanminguk byeonhosa, ed entra in una compagnia teatrale, da cui esce subito per varie difficoltà. Dopo qualche mese, fa il provino per la JYP Entertainment e lo passa. Dopo il mancato debutto con Hyolyn delle SISTAR e Yuji delle EXID, lascia la JYP ed entra alla TS Entertainment, debuttando nella girl band di quattro elementi Secret a ottobre 2009 insieme a Hyoseong, Sunhwa e Hana con il singolo "I Want You Back"; poiché Song Ji-eun è molto timida, inizialmente desiderava essere la leader, ma poi si rese conto che non era la cosa migliore. A dicembre duetta con Hwanhee nel brano "Yesterday", tratto dal singolo digitale omonimo, e debutta come solista nel programma televisivo Music Bank il 18 dicembre 2009. In precedenza, partecipa anche al brano "Give My All" del primo album degli Untouchable; con questi ultimi, a febbraio 2010, partecipa ad alcune performance live del pezzo "Living In The Heart", in sostituzione di Narsha delle Brown Eyed Girls.
Nel 2010 escono gli EP Secret Time e Madonna, che hanno molto successo; l'anno dopo, le Secret debuttano nel mercato giapponese e pubblicano a ottobre il primo album coreano, Moving in Secret. Intanto, a febbraio 2011 viene annunciato il ritorno di Song Ji-eun come solista con il singolo digitale "Going Crazy", che viene pubblicato il 3 marzo seguente. Il 3 aprile 2011 partecipa alla cerimonia d'apertura per il trentesimo anniversario della Korea Baseball Organization insieme a Hyoseong. L'11 maggio 2011 viene rivelata la sua partecipazione al programma televisivo Immortal Song 2: tuttavia, dopo solo quattro episodi, lascia il programma a causa di altri impegni.
A gennaio 2012 canta il brano "It's Cold" per la serie Butakhaeyo, Captain. Il 30 settembre 2013 esce l'album singolo "Hope Torture": per l'occasione, scrive e compone, insieme agli autori Park Soo Suk e INOO, il pezzo "Date Mate". A ottobre 2014 pubblica il primo EP da solista, 25, preceduto dalla pubblicazione del brano "Don't Look At Me Like That", e entra nel cast della serie web Geulida, bom con il ruolo principale di Mal Ja, una lavoratrice part-time che ama ogni creatura vivente e mostra grande affetto per loro. A dicembre pubblica la versione giapponese di 25, contenente il duetto con Zelo, "Vintage", mentre a gennaio del nuovo anno canta il brano "The Person I Miss" per la colonna sonora della serie Binnageona michigeona.
Nel 2016, rilascia il secondo Ep Bobby Doll,con l’omonima title track come singolo. 
Nel 2017, rilascia “Same”, singolo contenuto nell’OST per il suo drama “My secret Romance” dove recita come protagonista, ottenendo un discreto successo. A fine 2017, rilascia l’ultimo singolo, Tell Me, sotto la sua ex casa discografia Ts Entertainment, che non la pagava negli ultimi anni. 
Nel 2020 ritorna con il terzo ep Dream rilasciato sotto la nuova etichetta discografica OneSoul Entertainment.
A fine anno rilascia il singolo Bloom.

## Discografia

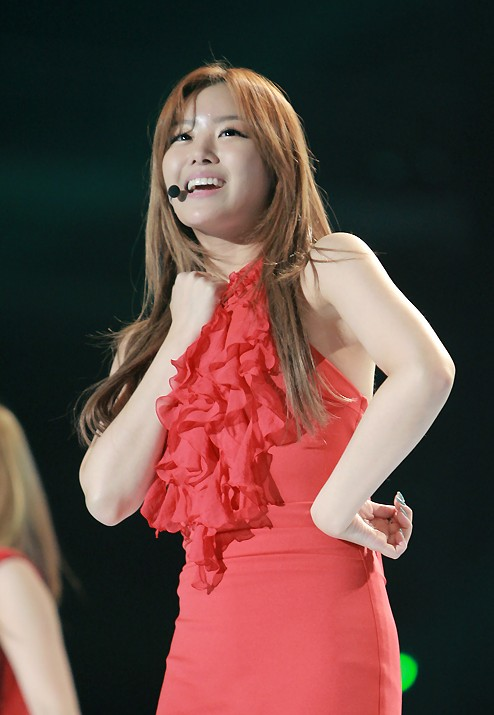
Song Ji-eun nel 2012.

### EP
- 2014 – 25 (TS Entertainment)
- 2016 – Bobby Doll (TS Entertainment)
- 2020 – Dream (OneSoul Entertainment)

### Album singoli
- 2009 – Yesterday (TS Entertainment)
- 2011 – Going Crazy (TS Entertainment)
- 2013 – Hope Torture (TS Entertainment)
- 2017 – Tell Me (TS Entertainment)
- 2020 – Bloom (OneSoul Entertainment)

### Singoli
- 2009 – Yesterday
- 2011 – Going Crazy
- 2013 – Hope Torture
- 2014 – Don't Look at Me Like that
- 2014 – Pretty Age 25
- 2014 – Pretty Age 25 (Japanese ver.)
- 2015 – Cool Night
- 2016 – Bobby Doll
- 2017 – Tell Me
- 2020 – MIL (Make It Love)
- 2020 – Bloom

### Colonne sonore
- 2007 – Learning To Fly (Air City)
- 2008 – Bichunmooga (Bichunmoo)
- 2008 – Perfume (Daehanminguk byeonhosa – con PK Heman)
- 2012 – It's Cold (Butakhaeyo, Captain)
- 2014 – If Only I Could Go To You (Shinui sunmool - 14il)
- 2015 – The Person I Miss (Binnageona michigeona)
- 2017 – Same
- 2019 – Let Me Hear
- 2019 – I Wanna Hear Your Song
- 2019 – Between Us

### Collaborazioni
- 2009 – Give My All (con gli Untouchable)
- 2010 – Let's Go (con altri artisti per il vertice di Seul del G20)
- 2012 – Secret Love (con i B.A.P)
- 2013 – Coma (con i B.A.P.)

## Filmografia
- Bolsurok aegyomanjeom (볼수록 애교만점) – serial TV (2010)
- Family (패밀리) – serial TV, episodio 1x45 (2012)
- Ilmar-ui sunjeong (일말의 순정) – serial TV (2013)
- Geurida, bom (그리다，봄) – webserie (2014-2015)
- Cho-in sidae (초인시대) – serial TV (2015)
- Cheotsarang bulbyeon-ui beopchik (첫사랑 불변의 법칙) – webserie (2015)
- Urijip kkuldanji (우리집 꿀단지) – serial TV (2015)
- Aetaneun romance (애타는 로맨스) – serial TV (2017)

## Riconoscimenti
Di seguito, i premi ricevuti solo da Song Ji-eun. Per i premi ricevuti insieme alle Secret, si veda Premi e riconoscimenti delle Secret.
- 2014 – Seoul International Youth Film Festival
  - Nomination Best Female OST (If Only I Could Go To You)[28]
- 2014 – Seoul Music Award
  - Nomination Bonsang (25)
  - Nomination Popularity Award
  - Nomination Hallyu Special Award